# Джорбенадзе, Гиви Ирадионович
Гиви Ирадионович Джорбенадзе (1929—?) — советский футболист, полузащитник.

## Биография
Воспитанник грузинского футбола. Начинал свою карьеру в дубле тбилисского «Динамо». В 1951 году попал в состав основной команды. По итогам того сезона «Динамо» стало серебряным призёром первенства СССР. Всего Джорбенадзе провел в классе «А» 6 игр, в которых забил 1 гол.
В 1954 году футболист играл в ивановском клубе «Красное Знамя», в который он перешёл вместе с Гиви Джавахадзе. В тот момент этот коллектив возглавлял известный грузинский тренер Андро Жордания. Кроме этого, Джорбенадзе выступал за тбилисские команды «Спартак» и «Локомотив».

## Достижения
- Серебряный призёр чемпионата СССР: 1951